# Не вярвам на мъжете (теленовела, 2014)
„Не вярвам на мъжете“ (на испански: Yo no creo en los hombres) е мексиканска теленовела от 2014 г., продуцирана от Жисел Гонсалес Салгадо за Телевиса. Адаптация е на едноименната теленовела от 1991 г., създадена по оригиналната история на Каридад Браво Адамс и либрето от Айда Гуахардо.
В главните положителни роли са Адриана Лувие и Габриел Сото, а в отрицателните - Флавио Медина, Роса Мария Бианчи, Асела Робинсън и Софи Александър. Специално участие вземат първите актьори Лус Мария Херес, Алехандро Камачо и Макария.

## Сюжет
Мария Долорес е младо и красиво момиче, което работи като шивачка. Тя има приятел – Даниел, безкрупулен мъж, която я мами с фалшива сватба и я изоставя, въпреки че е бременна. Даниел се жени за Ивана, наследница на голяма компания. В тази компания работи и Мария Долорес. Въпреки че я е изоставил, Даниел продължава да тормози Мария Долорес. Веднъж, когато се опитва да я изнасили, Хулиан се намесва, а Даниел го убива, след което прехвърля вината на Мария Долорес и тя е осъдена. Ражда в затвора, а Даниел и Ивана с помощта на закона ѝ отнемат бебето.

## Актьори
Част от актьорския състав:
- Адриана Лувие – Мария Долорес Моралес Гарса
- Габриел Сото – Максимилиано Бустаманте Мондрагон
- Лус Мария Херес – Алма Мондрагон де Бустаманте
- Асела Робинсън – Хосефа Кабрера
- Алехандро Камачо – Клаудио Бустаманте
- Флавио Медина – Даниел Сантибаниес де ла Вега
- Роса Мария Бианчи – Урсула да ла Вега вдовица де Сантибаниес
- Макария – Есперанса Гарса вдовица де Моралес
- Хуан Карлос Коломбо – Фермин Делгадо
- Софи Александър – Мелани Сантибаниес де ла Вега
- Соня Франко – Ивана Дувал
- Педро де Тавира- Хулиан Делгадо Рамирес
- Фабиола Гуахардо – Исела Рамос Кабрера

## Премиера
Премиерата на Не вярвам на мъжете е на 1 септември 2014 г. по Canal de las Estrellas. Последният 121. епизод е излъчен на 15 февруари 2015 г.
| Сезон (Година) | Излъчване                 | Брой епизоди | Премиера         | Премиера         | Финал            | Финал         |
| Сезон (Година) | Излъчване                 | Брой епизоди | Дата             | Премиера Рейтинг | Дата             | Финал Рейтинг |
| -------------- | ------------------------- | ------------ | ---------------- | ---------------- | ---------------- | ------------- |
| 2014           | понеделник-петък 18:15 ч. | 121          | 1 септември 2014 | 17.5             | 15 февруари 2015 | 22.0          |

## Версии
- Не вярвам на мъжете, игрален филм от 1954 г. С участието на Сарита Монтиел и Роберто Каниедо.
- Не вярвам на мъжете, теленовела, продуцирана от Ернесто Алонсо през 1969 г. С участието на Марикрус Оливие и Карлос Фернандес.
- Не вярвам на мъжете, теленовела, продуцирана от Луси Ороско през 1991 г. С участието на Габриела Роел и Алфредо Адаме.
- Втора част на Булчински воал теленовела, продуцирана от Хуан Осорио през 2003 г. С участието на Сусана Гонсалес и Едуардо Сантамарина.